# سراج محمد
محمد سراج ولد بوم 13 مارس 1994 في تيلنغانا بالهند وهو لاعب كريكيت هندي دولي انضم إلى فريق الكريكيت الوطني الهندي في عام 2017 كلاعب بولينج سريع بذراعه اليمنى. يلعب في فريق رويال شالنج بانجالور في الدوري الهندي الممتاز ولعب لفريق حيدر أباد في لعبة الكريكيت المحلية. اعتبارًا من أكتوبر 2023، يحتل سراج حاليًا المرتبة الثانية عالميًا في تصنيفات لاعبي البولينج ODI للرجال في ICC.